# Hosea Kutako

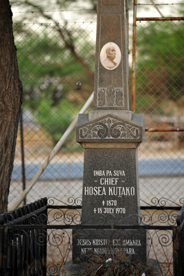
Okahandja 2012

Chief Hosea Kutako (Okahurimehi, 1870 - Okahandja, 18 juli 1970) ) was een belangrijke leider van het Herero volk en een strijder tegen het koloniaal bestuur in Namibië. Hij vocht in 1904 tegen de Duitsers en wist bij de Waterberg een Duitse patrouille te verslaan. Later raakte hij gewond en werd gevangengenomen. Hij wist te ontsnappen en overleefde de Namibische Genocide.
Nadat in  1917 Zuidwest-Afrika van Duitse in Zuid-Afrikaanse handen was overgegaan werd Hosea Kutako door de autoriteiten aangesteld als leider van de Ovaherero in Namibië. Hij verving de in ballingschap levende Samuel Maharero. Nadat deze in 1923 was overleden leidde Kutako de begrafenisceremonie in Okahandja op 26 augustus 1923, nu een nationale herdenkingsdag. Vanaf 1925 was Kutako de gekozen leider van alle Herero’s en voorzitter van de raad van traditionele leiders in Namibië. Deze positie zou hij tot aan zijn dood in 1970 behouden.
Hosea Kutako was de eerste om namens Namibiërs van niet-Europese afkomst een petitie bij de Verenigde Naties in te dienen. Op 26 augustus 1946 stuurde hij zijn petitie waarin om zelfbeschikking voor Namibiërs werd verzocht. Na deze petitie volgden er meer. Op 25 september 1964 richtte Hosea Kutako samen met andere Herero leiders Mburumba Kerina en Clemence Kapuuo de National Unity Democratic Organisation (NUDO) op. Anno 2012 bestaat NUDO nog steeds als politieke partij.
Hosea Kutako stierf op 18 juli 1970 en werd volgens zijn laatste wil begraven naast Jonker Afrikaner in Okahandja. Clemence Kapuuo werd gekozen tot zijn opvolger als Chief van de Ovaherero.
Hosea Kutako groeide uit tot een belangrijk symbool voor het streven naar onafhankelijkheid voor Namibië. Het internationale vliegveld van Namibië nabij Windhoek is naar hem vernoemd.